# Venustiano Carranza (Puebla)
Venustiano Carranza es una población mexicana del norte del estado de Puebla, cabecera del municipio del mismo nombre.

## Historia
Atlytztic, voz nahua compuesta de "atl", agua; y "tztiz", frío, y "c", lugar; que significan "lugar de agua fría".
Se establecieron grupos totonacos y otomí en Atlytztic, comunidad que fue tributaria de Texcoco. La población era conocida como Agua Fría, durante la colonia. Este municipio fue creado recientemente, el 29 de agosto de 1951, con Localidades del municipio de Jalpan, Puebla, por Decreto se denominó Venustiano Carranza. Su territorio pertenecía al municipio de Jalpan, del antiguo Distrito de Huauchinango. La cabecera municipal es el pueblo de Venustiano Carranza, en el honor al Jefe del Ejército Constitucionalista, Presidente de la República, asesinado en Tlaxcalantongo.
Los padres fundadores del municipio fueron: Antelmo Montiel, Alfonso de la Madrid Vidaurreta, Alejandro Cano, Alejandro Zubiri, Margarita Patiño, Gerardo Sisniega. Existe un monumento en su honor en la Avenida 16 de septiembre.

## Atractivos turísticos
- Vista del río San Marcos desde

Villa Lázaro Cárdenas.
- Club Campestre “Agua Fría”.
- Vista panorámica de la sierra desde la comunidad de San Bartolo.
- Cascadas de Coronel Tito Hernández (María Andrea).
- Vista de la presa de la comunidad de Estrella Roja.

### Monumentos históricos

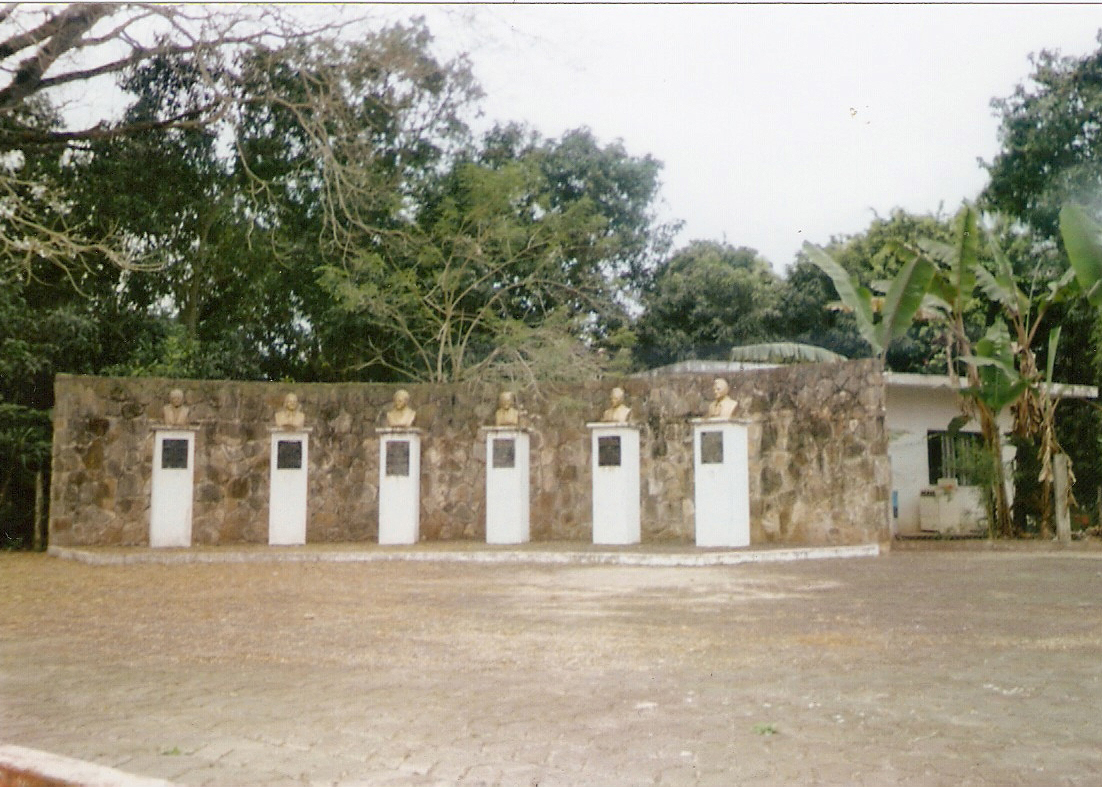
Monumento a los fundadores del municipio Venustiano Carranza, Puebla, México

- Templo parroquial en advocación a la Virgen de Guadalupe; construido en el siglo XX.
- Monumento a personajes ilustres de la cabecera municipal, construido en el siglo XX.
- Monumento en honor al general Venustiano Carranza, construido en el siglo XX.
  - Monumento en honor al General Lázaro Cárdenas del Río, en Villa Lázaro Cárdenas, que fue inaugurado en el año 2013 por el entonces Presidente Municipal Lic. Jorge Alejandro Valencia Ávila, en compañía del Dr. Enrique Agüera Ibáñez Rector de la Benemérita Universidad Autónoma de Puebla (BUAP), la exgobernadora de Yucatán Ivonne Aracelly Ortega Pacheco y Guillermo Jiménez Morales (Exgobernador del Estado de Puebla).

### Fiestas populares
- 18 de marzo, Fiesta del Petróleo, que se celebra en Villa Lázaro Cárdenas, conmemorando la expropiación petrolera de 1938. Esta fiesta se instituyó a partir del año 2011. La celebración da inicio con el desfile en que participan escuelas del municipio y la región, se realizan eventos deportivos y culturales, y también hay eventos masivos con conciertos y presentaciones de diversos artistas.
- Semana Santa, que se celebra de manera activa en Cd. Venustiano Carranza (Agua Fría) teniendo en los últimos años cambios a los formatos antes concebidos por la Parroquia Santa María de Guadalupe, el cambio más significativo es el del Vía Crucis que hoy en día tiene la ruta hacia El Chijolito tomando la carreteara hacia la comunidad "La Desviación de Agua Fría".
- 1 y 2 de noviembre, Día de Muertos, con las tradicionales ofrendas en los famosos Altares Huastecos, se celebran Misas y visitan los cementerios.
- 12 de diciembre, la más grande fiesta del año, fiesta patronal Día de la Virgen de Guadalupe en honor a la Virgen de Guadalupe. Se celebra con misas, matrimonios, bautizos, comuniones, peregrinaciones de barrios y rancherías, danzas autóctonas, jaripeo, fuegos artificiales y bandas de música. En paralelo a las celebraciones religiosas también se llevan a cabo la Feria de Agua Fría, en donde se llevan a cabo actividades artístico-culturales en el "Teatro del Pueblo", comerciantes de la región bajan en plaza para ofrecer productos tradicionales.